# Nelsonia goldmani
Nelsonia goldmani är en däggdjursart som beskrevs av Clinton Hart Merriam 1903. Nelsonia goldmani ingår i släktet Nelsonia och familjen hamsterartade gnagare. Inga underarter finns listade i Catalogue of Life.
Denna gnagare förekommer i två mindre regioner i västra Mexiko. Området är täckt av skogar med ek och barrträd. Utbredningsområdet ligger i delstaterna Colima, Jalisco, Michoacán de Ocampo och Mexico City. Det ligger 2000 till 3100 meter över havet.
Vuxna exemplar är 11,7 till 13,3 cm långa (huvud och bål), har en 10,8 till 12,6 cm lång svans och väger 43 till 57 g. Bakfötterna är 2,5 till 3,0 cm långa och öronen är 2,2 till 2,6 cm stora. Några populationer har en gråaktig päls på ovansidan och ingen mörk längsgående strimma på ryggens topp och andra populationer är mer gulgråa med mörk strimma. Undersidan är vitaktig. Den tjocka svansen är bra täckt med hår den är enfärgad vad som skiljer Nelsonia goldmani från Nelsonia neotomodon. Andra avvikelser är den allmänt mörkare ovansidan och de längre samt mörkare bakfötterna hos Nelsonia goldmani.
Individerna är nattaktiva och de vistas främst på marken. En svans hittades i en fälla som fanns i ett träd 2,5 meter över grunden. Därför antas att arten även klättrar i växtligheten.
Beståndet hotas av skogsavverkningar när jordbruksmark etableras. Andra hot är vulkanutbrott, introducerade främmande djur och luftföroreningar. I utbredningsområdet inrättades några skyddszoner. I samma region ligger monarkfjärilens övervintringsplatser. När dessa ställen får bättra skydd skulle det även gynna Nelsonia goldmani. IUCN kategoriserar arten globalt som starkt hotad.